# Arapahoe (Wyoming)
Arapahoe è un census-designated place degli Stati Uniti d'America, situato nella Contea di Fremont dello stato del Wyoming. Nel censimento del 2000 la popolazione era di 1 766 abitanti.

## Geografia fisica
Secondo i rilevamenti dell'Ufficio del censimento degli Stati Uniti d'America, la località di Arapahoe si estende su una superficie di 81,8 km², tutti occupati da terre.

## Popolazione
Secondo il censimento del 2000, a Arapahoe vivevano 1 766 persone, ed erano presenti 371 gruppi familiari. La densità di popolazione era di 21,5 ab./km². Nel territorio comunale si trovavano 498 unità edificate. Per quanto riguarda la composizione etnica degli abitanti, il 18,01% era bianco, lo 0,11% era afroamericano, l'80,58% era nativo, lo 0,06% proveniva dall'Oceano Pacifico, lo 0,51% apparteneva ad altre razze e lo 0,74% a due o più. La popolazione di ogni razza ispanica apparteneva al 5,15% degli abitanti.
Per quanto riguarda la suddivisione della popolazione in fasce d'età, il 41,6% era al di sotto dei 18, il 10,7% fra i 18 e i 24, il 25,4% fra i 25 e i 44, il 16,5% fra i 45 e i 64, mentre infine il 5,8% era al di sopra dei 65 anni di età. L'età media della popolazione era di 23 anni. Per ogni 100 donne residenti vivevano 105,6 maschi.